# ماجراهای تام و جری
 ماجراهای تام و جری (به انگلیسی: Tom and Jerry Tales) یک مجموعهٔ پویانمایی محصول آمریکا است 
و داستانی با مضمون کمدی است.
اولین قسمت این مجموعه در شبکه دبلیو بی کیدز و در سال ۲۰۰۶ پخش شد.
هر قسمت این مجموعه از بخش های کوتاه به هم چسبیده ساخته شده و دارای چندین داستان مختلف است.
این مجموعه به عنوان نخستین مجموعه تام و جری دوبله فارسی در سال ۱۳۸۸ به مدیریت دوبلاژ محمدجعفر نجفی در مشهد دوبله شد و در سراسر کشور توزیع گردید.